# Měsíčník svítivý
Měsíčník svítivý (Mola mola) je druh ryby z čeledi měsíčníkovití (Molidae), která představuje jednu z největších kostnatých ryb na světě. Nejmohutnější jedinci mohou vážit přes 2 tuny a přesahovat délku 3 m. Tato zvláštně vypadající ryba je charakteristická diskovitým tvarem těla s dlouhou řitní a hřbetní ploutví a chybějícím ocasem nahrazeným ocasním lemem se zakulacenými přívěsky. Díky chybějící zadní ploutvi měsíčník vypadá, jako by byl zezadu „useklý“ či jako by jeho tělo tvořila jen obří hlava. Ústa jsou vzhledem k tělu velmi malá, stejně jako oči a prsní ploutve. Nemá plynový měchýř ani postranní čáru. I přes svůj nemotorný vzhled se jedná o dobrého plavce, který běžně uplave kolem 10–30 km denně. Pohyb zajišťuje synchronní máchání hřbetní a řitní ploutve ze strany na stranu. Vyskytuje se v tropických, subtropických a mírných vodách Tichého, Indického i Atlantského oceánu včetně Středozemního moře. 
Samice může naklást najednou i přes 800 milionů jiker, což je nejvíce mezi všemi rybami. Po vnějším oplodnění se z vajíčka stává larva se špičatými okraji těla a ocasní ploutví, která je v další larvální fázi zcela absorbovávána do těla. Vývoj měsíčníka je poté velmi rychlý, ve věku 15 měsíců váží již kolem 400 kg. Do jídelníčku druhu patří želatinový zooplankton, paprskoploutvé ryby, korýši, žahavci (hlavně medúzy) a měkkýši. Tělo měsíčníků je často napadáno parazity jako jsou motolice, klanonožci a tasemnice. Nejedná se o komerčně důležitou rybu, avšak hlavně v Japonsku a na Tchaj-wanu je maso měsíčníků považováno za pochoutku. Patří ke zranitelným druhům, jeho populace klesá následkem nechtěných úlovků komerčních rybářů. 

## Systematika
Formální popis měsíčníka svítivého vyšel již v roce 1758 v 10. vydání Systema naturae švédského přírodovědce Carla Linného. Měsíčník svítivý má za sebou poměrně bouřlivou taxonomickou historii, o čemž svědčí mj. desítky synonym, které tento druh má. Ustálení přinesla hlavně velká taxonomická revize měsíčníků z roku 1951.
Měsíčník svítivý náleží do rodu Mola, do kterého ještě patří další dva měsíčníci, a sice Mola alexandrini a Mola tecta. Mola tecta byl přitom popsán teprve v roce 2017. Do té doby byly všechny muzejní exempláře připomínající měsíčníka svítivého považovány za tento druh. Ukázalo se však, že Mola tecta má specifické morfologické charakteristiky, které jej druhově odlišují od Mola mola (např. rypák nepřečnívající tělo, hladké okraje těla bez hrudek a boulí a přerušený ocasní oblouk (clavus)). Řada muzejních exemplářů byla tedy přejmenována z Mola mola na Mola tecta.
Rod Mola náleží do čeledi měsíčníkovitých (Molidae) a řádu čtverzubci (Tetraodontiformes). Rodové i druhové jméno mola znamená latinsky „mlýnský kámen“ a odkazuje ke tvaru těla měsíčníka svítivého. Ke starším českým názvům druhu patří měsíčník vysokotělý.

## Popis

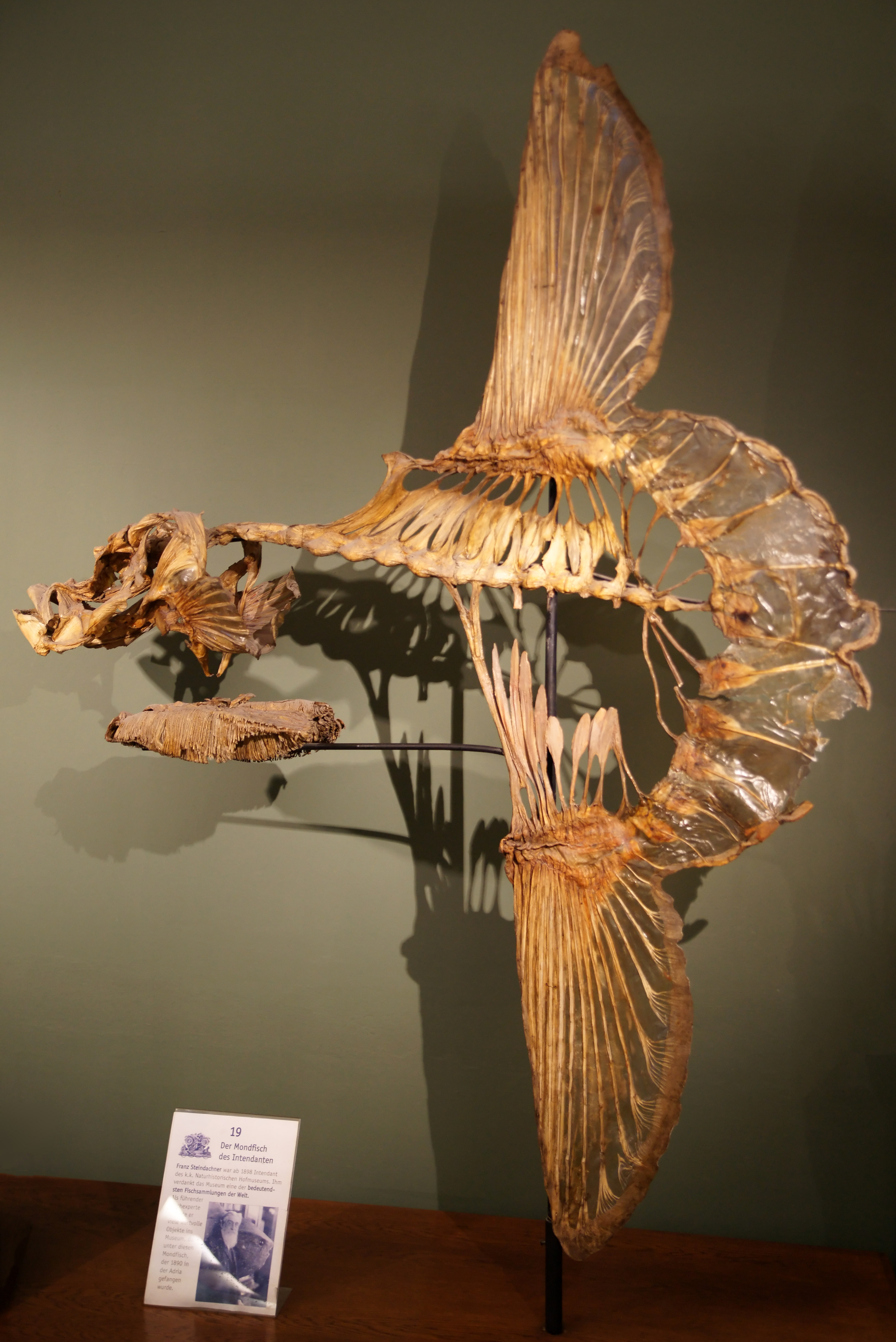
Kostra měsíčníka svítivého (Přírodovědné muzeum ve Vídni)

Měsíčník svítivý má oválné, zploštělé tělo diskovitého tvaru. Hřbetní a řitní ploutev jsou dlouhé a vyrůstají kolmo k tělu. Jsou umístěny v zadní část těla. Okrouhlé prsní ploutve jsou oproti tomu velmi malé, břišní ploutve nejsou přítomny. Ocasní násadec a ocasní ploutev úplně chybí a jsou nahrazeny tzv. pseudoocasem neboli ocasním lemem, ze kterého vyrůstá řada zakulacených kostních přívěsků. Tento lem se v odborné literatuře označuje jako clavus. Clavus nevznikl zakrněním ocasní ploutve, nýbrž modifikací částí řitní a hřbetní ploutve. Tento lem je vlnkovaný, zaoblený a nepřerušovaný (u Mola tecta je lem uprostřed rozdělen kožovitou strukturou), s 8–9 zakulacenými přívěsky a s 11–14 kostěnými paprsky. Řitní ploutev má 16–18 (měkkých) kostěných paprsků, hřbetní ploutev 18–19, prsní 10–13. V malých ústech je v každé čelisti po páru zubů srostlých v destičku, které vytvářejí typický zobákovitý útvar.
Páteř měsíčníka svítivého je jen krátká a málo ohebná. Povrch těla pokrývá hrubá bezšupinatá kůže s řadou kostěných hrbolků, které jsou nejvýraznější na hlavě a na bradě. Měsíčník svítivý je morfologicky velmi podobný dalším dvěma druhům z rodu Mola. Měsíčníka svítivého lze rozlišit podle vlnkovaného ocasního lemu s 8–9 zakulacenými přívěsky a přítomností výrazných hrudek na hlavě a na bradě.
 

Barva kůže dospělého jedince se pohybuje od hnědé po stříbrně šedou až bílou s různým množstvím světlých skvrn na ploutvích a hřbetu. Zbarvení je tmavší na hřbetní straně a světlejší na straně břišní, což odpovídá protistínové kamuflážní strategii. Kůže může být až 7 cm tlustá a není pokryta šupinami, nýbrž hlenem. Postranní čára chybí a je přítomna pouze jedna žaberní štěrbina, která je umístěná u báze prsních ploutví.

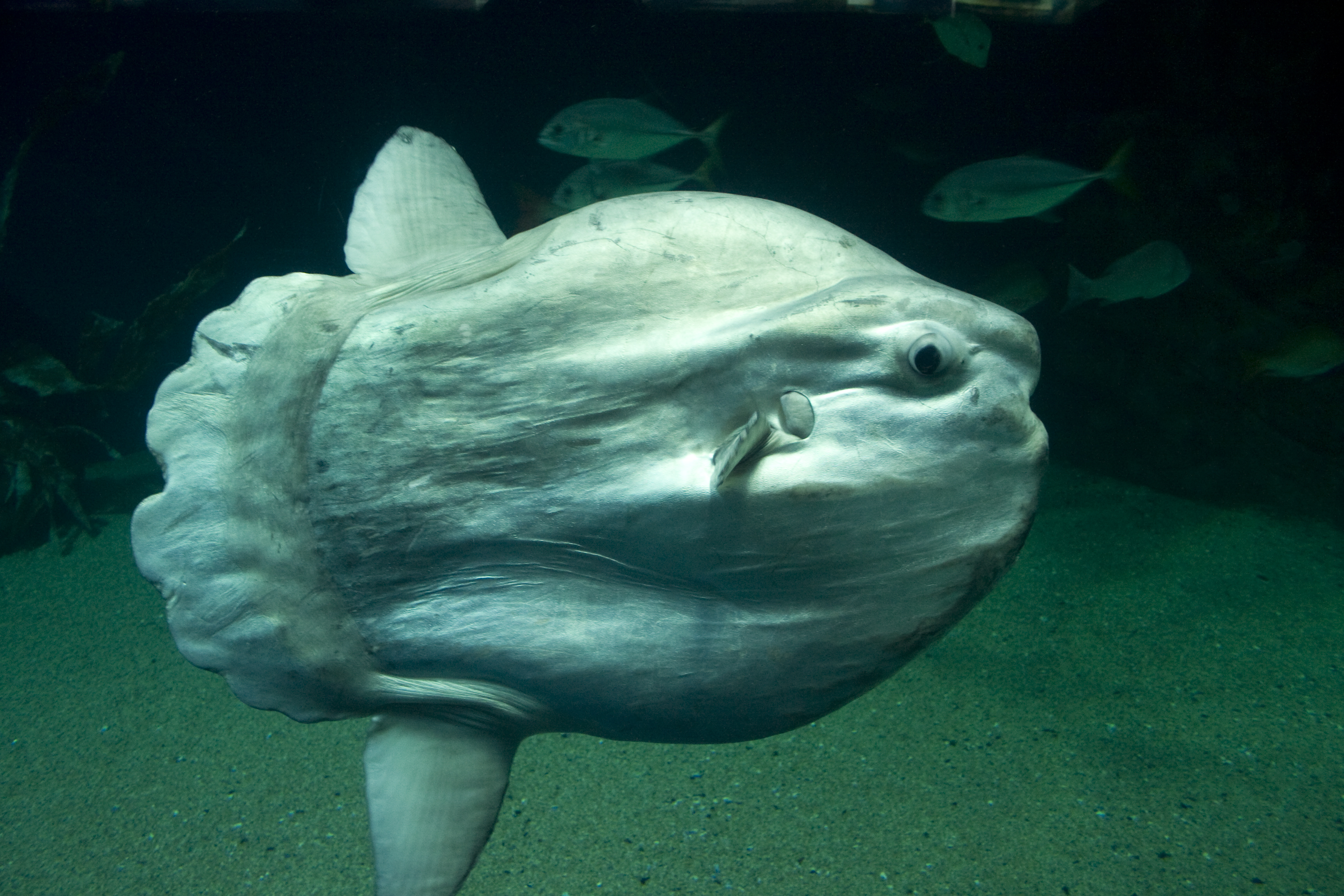
Měsíčník svítivý s patrným vlnkovaným ocasním lemem a hrudkami kolem rypce

Těsně pod kůží se nachází silná vrstva želatinové tkáně nízké hustoty, která je velmi pevně spojena s kůží. Tato silná vrstva roste s velikostí jedince. U 2kg měsíčníka má kolem 4 cm a u 1000kg jedince je v oblasti břicha široká kolem 21 cm. Odhaduje se, že tato želatinová vrstva zajišťuje nadnášení až 69–100 % váhy těla ve vodě. Menší část potřebného vztlaku zajišťují játra, jejichž hustota klesá s věkem. I přesto, že se jedná o kostnatou rybu, kostra měsíčníka svítivého je chrupavčitá, což je u paprskoploutvých značně nezvyklé. Chrupavčitá kostra patrně také zlepšuje vztlakové vlastnosti. Na rozdíl od jiných ryb totiž měsíčník svítivý nemá plynový měchýř.
Běžná váha dospělého jedince je kolem 250–1000 kg. Délka těla (měřeno od rypce po konec ocasního lemu) se pohybuje kolem 1,8 m a výška těla (vzdálenost od konečku hřbetní ploutve po konec řitní ploutve) bývá kolem 2,4 m. V krajních případech může měsíčník svítivý vážit i přes 2000 kg a měřit více než 3 m na délku; rekordní exemplář vážil 2300 kg a měřil 3,3 m. I když se dlouho mělo za to, že se jedná o největší kostnatou rybu na světě, váhou i velikostí měsíčníka svítivého předčí úzce příbuzný měsíčník Mola alexandrini s maximálně naměřenou váhou 2744 kg a délkou těla 325 cm.

## Areál rozšíření

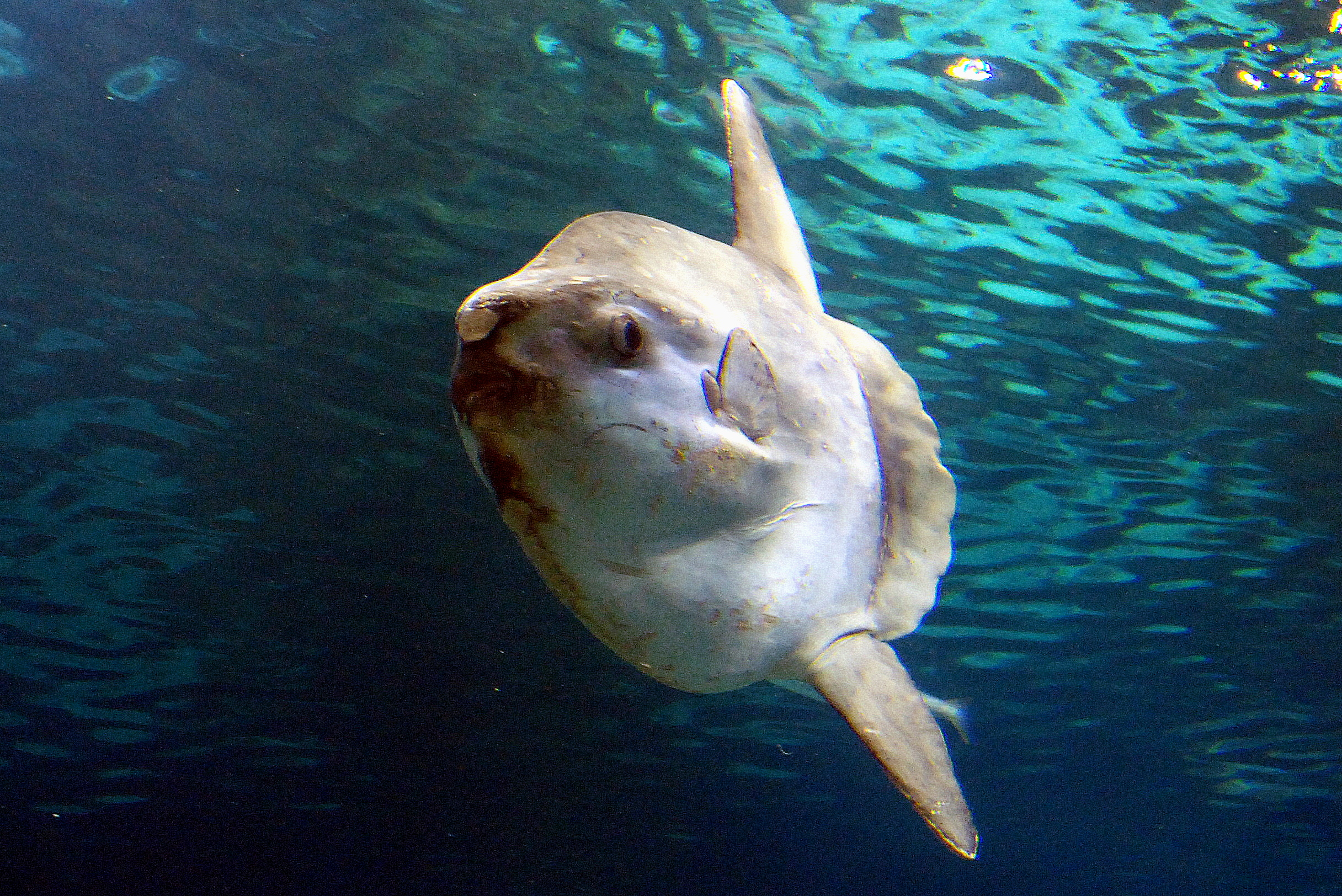
Čelně-boční pohled na plavajícího měsíčníka svítivého

Žije na volném moři mírného, subtropického a tropického Atlantského, Tichého a Indického oceánu. Nejčastější záznamy o výskytu druhu pochází z vod v okolí Austrálie, Tchaj-wanu, Japonska, západní Evropy, Jihoafrické republiky, Nového Zélandu a východního i západního pobřeží Severní Ameriky. To nicméně odráží oblasti nejčastějšího výskytu rybářských a rekreačních plavidel, jejichž pasažéři o měsíčnících informují. Měsíčníci jsou hojní i na širém moři. V Evropě se měsíčník svítivý vyskytuje i ve Středozemním, Severním i Baltském moři. V roce 2016 byl poprvé spatřen i v Černém moři.
Vyhledává vody teplejší než 10 °C. Ve studenějších mořích severní i jižní polokoule jsou měsíčníci svítiví pozorováni hlavně v letních měsících. Měsíčníci svítiví jsou k vidění stále častěji i v chladných vodách Islandu, Norska nebo Britských ostrovů, což je dáváno do souvislosti s oteplováním moří. Preferují hlavně otevřené moře, avšak nezřídka jsou pozorováni i u korálových útesů a v chaluhových lesích, kde vyhledávají pozornost menších rybek, které je zbavují parazitů.

## Biologie

### Pohyb
Navzdory velikosti měsíčníků je o jejich biologii známo jen poměrně málo informací. I přes své nemotorně vypadající tělo jsou měsíčníci svítiví velmi dobří plavci. Na moři se běžně pohybují rychlostí kolem 0,4–0,7 m/s, což je rychlost srovnatelná např. s lososovitými rybami nebo pelagickými druhy žraloků. Pokud se potřebují vrhnout na kořist, mohou na krátkou dobu vystřelit i rychlostí 6,6 m/s. Běžně se denně pohybují na poměrně velké vzdálenosti. Měsíčníci svítiví od pobřeží jižní Kalifornie v průměru uplavali 26,8 km denně bez ohledu na směr převládajících proudů, což jen dosvědčuje jejich dobré plavecké schopnosti. U portugalských břehů byli vybaveni satelitními zařízeními 3 měsíčníci, kteří během několika dnů až týdnů denně urazili 10–19,8 km. V severozápadním Atlantiku byla naměřena průměrně uražená denní vzdálenost měsíčníka 19,4 km / denně, maximálně 31,9 km / denně.

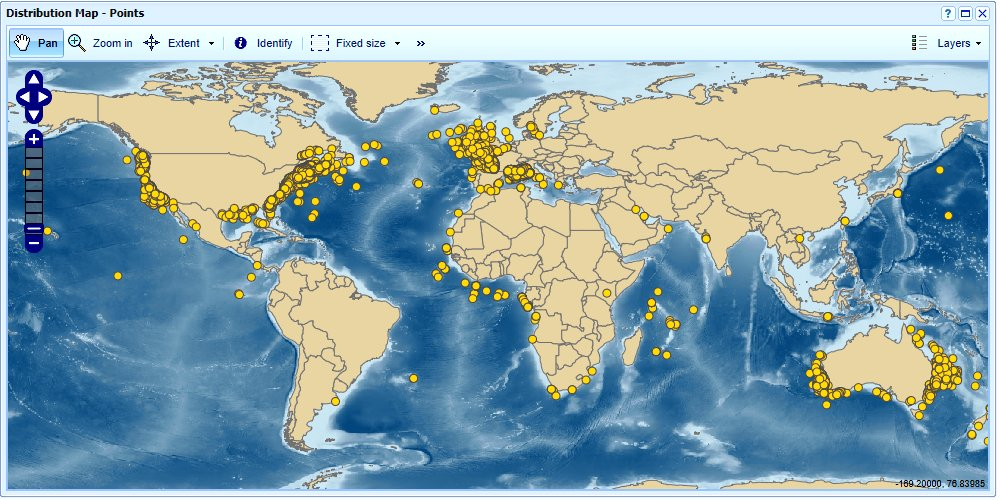
Mapa světa zobrazující nahlášené výskyty měsíčníků svítivých (zpracováno na základně dat z OBIS z července 2018)

Jedná se o částečně migrující druh. Část populace migruje na zimu do teplejších vod, zatímco v létě se přesouvá do vyšších zeměpisných šířek. Např. v severoamerických vodách jsou měsíčníci svítiví hojní i v létě v Mainském zálivu, koncem léta se však začínají přesouvat na jih a do října jsou ze zálivu pryč. Vydávají se na jih až k Bahamám a Mexickému zálivu. Podobný sezónní přesun byl zaznamenán i v severovýchodním Atlantiku, kde nicméně bylo také zjištěno, že přinejmenším část populace zůstává v severní vodách Atlantiku celoročně a nemigruje.
Druh tráví kolem 30 % času v hloubkách do 10 m a kolem 80 % v hloubkách do 200 m. Poměrně časté jsou ponory do hloubek kolem 400 m, vzácněji se pomohou potopit i ještě hlouběji. Nejhlubší zaznamenaný ponor byl 844 m. Pohyb ryby vpřed zajišťuje boční kývání hřbetní a řitní ploutve, které se synchronně pohybují ze strany na stranu, což bylo přirovnáno k mávání křídel ptáka. Jedná se o jediného známého živočicha, který takovýmto synchronním způsobem využívá své původně nepárové ploutve k pohybu. Ke kormidlování používají clavus.

### Životní cyklus

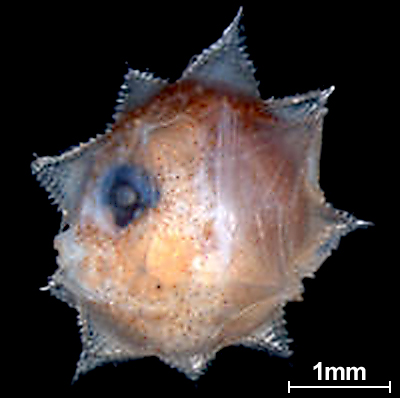
Potěr měsíčníka svítivého je tvarem značně odlišný od dospělců

O rozmnožovacím cyklu toho není příliš známo. U japonských břehů dochází ke tření patrně mezi srpnem a říjnem. Samice měsíčníka svítivého je považována za nejplodnějšího obratlovce. U 137 cm dlouhé samice bylo odhadnuto, že nese až 300 milionů jiker, a u 2,2 m samice dokonce 847 milionů jiker. Vajíčka jsou přitom vzhledem ke konečné velikosti těla extrémně malá, v průměru měří na šířku pouze 0,13 mm. K oplodnění vajíček dochází externě, tzn. samice vypustí do vodního prostředí svá vajíčka, zatímco samec vypustí spermie. Larvy měří kolem 0,25 mm. Měsíčník svítivý prochází dvěma vývojovými larválními stádii. V prvním stádiu larva připomíná miniaturní rybičku s velkými prsními ploutvemi a přítomnou ocasní ploutví. Ve druhém stadiu je ocasní ploutev kompletně absorbována a mizí. Měsíčník svítivý poté nabírá velmi rychle na velikosti. U jedince v zajetí bylo ve stáří 15 měsíců odhadnuta váha na 400 kg, což odpovídá průměrnému přibírání na váze 0,82 kg denně. V zajetí se může dožít až 10 let, ve volné přírodě snad i 23 let.

### Potrava
Starší zdroje uvádí, že měsíčník svítivý se živí hlavně medúzami a želatinovým zooplanktonem. Tato tvrzení nicméně pochází hlavně z pozorování chování u hladiny, což je problematické hlavně u druhů potápějících se do velkých hloubek, mezi něž lze zařadit i měsíčníka svítivého. Podle rozsáhlé studie z roku 2017, která zkoumala měsíčníky svítivé u východoatlantských břehů, jsou měsíčníci potravní generalisté, kteří se mohou krmit na různých trofických úrovních od mořského dna po mořskou hladinu, a od pobřežních vod po pelagiál (širé moře). Do jídelníčku měsíčníku podle této studie patří hlavně korýši (převážně rakovci), a paprskoploutvé ryby. Žahavci (hlavně polypovci) tvořili pouze 16 % stravy dospělců; u mladších měsíčníků nebyli ve stravě vůbec nalezeni. Do jídelníčku měsíčníků patří i měkkýši (plži, mlži, hlavonožci). Podle jiné studie se menší měsíčníci (<50 cm) živí hlavně bentickými korýši v pobřežních vodách, avšak velcí jedinci (>200 cm) požírají hlavně medúzy v pelagiálu.

### Predátoři, parazité a připlouvání k hladině

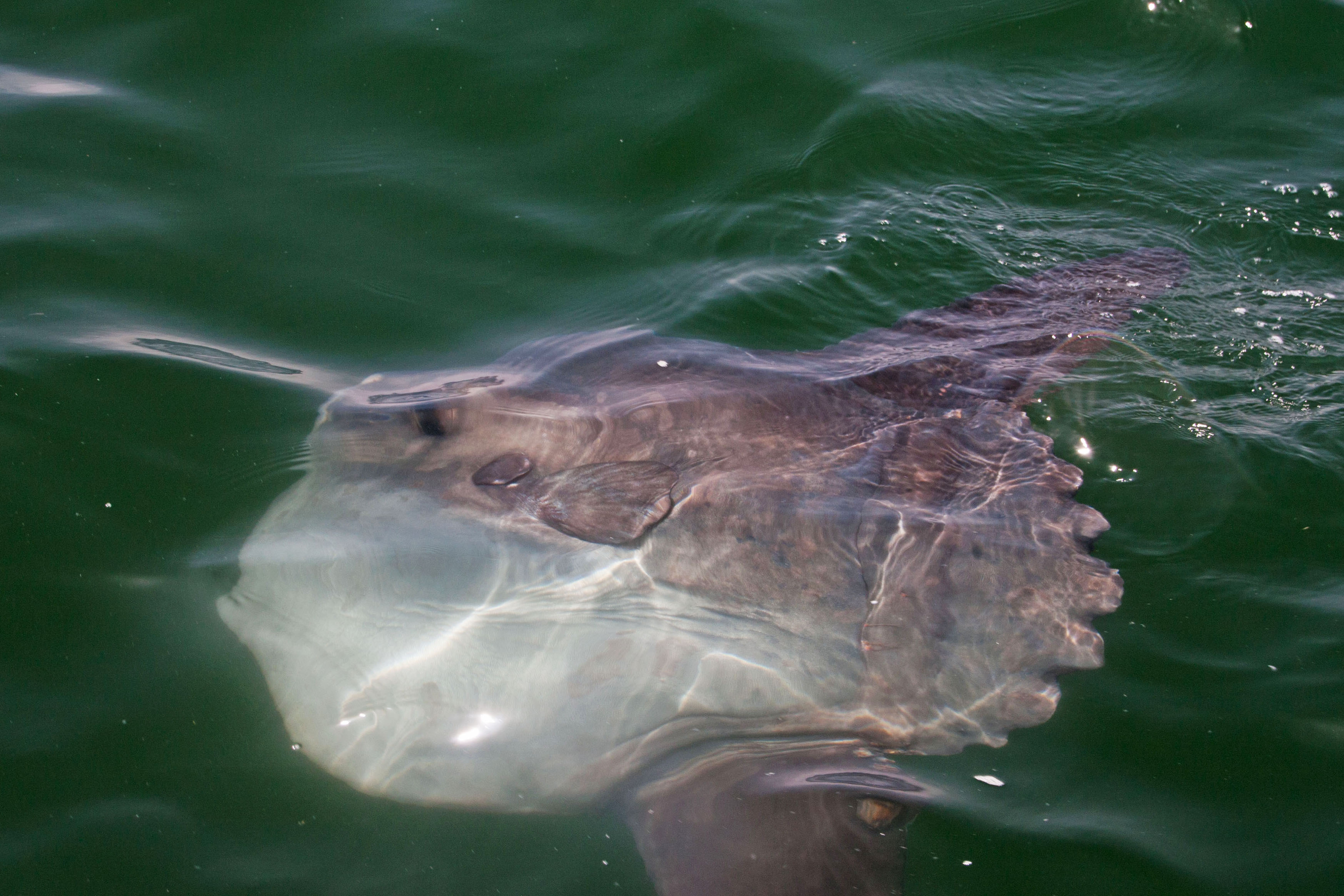
Měsíčník svítivý u hladiny

K predátorům vajíček patří mj. zlak nachový (Coryphaena hippurus) a tuňák obecný (Thunnus thynnus). Dospělci se objevují v jídelníčku kosatek, velkých žraloků (žralok modrý, žralok bílý) a ploutvonožců (jmenovitě byl při útočení na měsíčníka svítivého zaznamenán lachtan kalifornský).
Měsíčníky svítivé lze často pozorovat těsně u hladiny, jak se natáčejí bokem k hladině a vystrkují nad vodu svou hřbetní ploutev, až se někdy stává, že jsou omylem považováni za žraloky. Pro toto chování existuje několik hypotéz. Jedna z nich se vztahuje k parazitům, kterými mohou být měsíčníci svítiví hojně poseti. Popsáno bylo nejméně 54 druhů parazitů měsíčníků svítivých, mj. tasemnice, motolice (např. Accacoelium contortum), klanonožci a jednorodí. Tito parazité napadají hlavně vnitřnosti, žábry a kůži. Je možné, že měsíčníci připlouvají k hladině, aby zde nalezli mořské ptáky (např. racky nebo albatrosy) a menší rybky (tzv. čističe), aby je těchto vnějších parazitů zbavili. Odpovídalo by tomu i to, že měsíčníci s oblibou připlouvají k chaluhám, které plovou při hladině, a které jsou spojovány s výskytem rybek známých pro svou schopnost očistit těla větších živočichů od jejich parazitů. K identifikovaným rybám – čističům, které byly pozorovány při odstraňování parazitů z těl měsíčníků, patří např. pomec císařský (Pomacanthus imperator), klipka Kleinova (Chaetodon kleinii), klipka špičatá (Heniochus diphreutes), pyskoun rozpůlený (Labroides dimidiatus) nebo kněžík srpkovitý (Thalassoma lunare). V Indonésii byli zaznamenáni měsíčníci při vyskakování z vody, což patrně může být jen další způsob, jak se zbavit parazitů na kůži.
Další hypotézou, která vysvětluje připlouvání měsíčníků k povrchu hladiny, je tepelná výměna, resp. zahřátí organismu po loveckých výpravách do hlubokých vod. Proti této hypotéze nicméně hovoří to, že se měsíčník svítivý může znovu ponořit do hlubokých vod ještě před tím, než se jeho tělo u hladiny ohřálo.

## Vztah k lidem

### Ohrožení

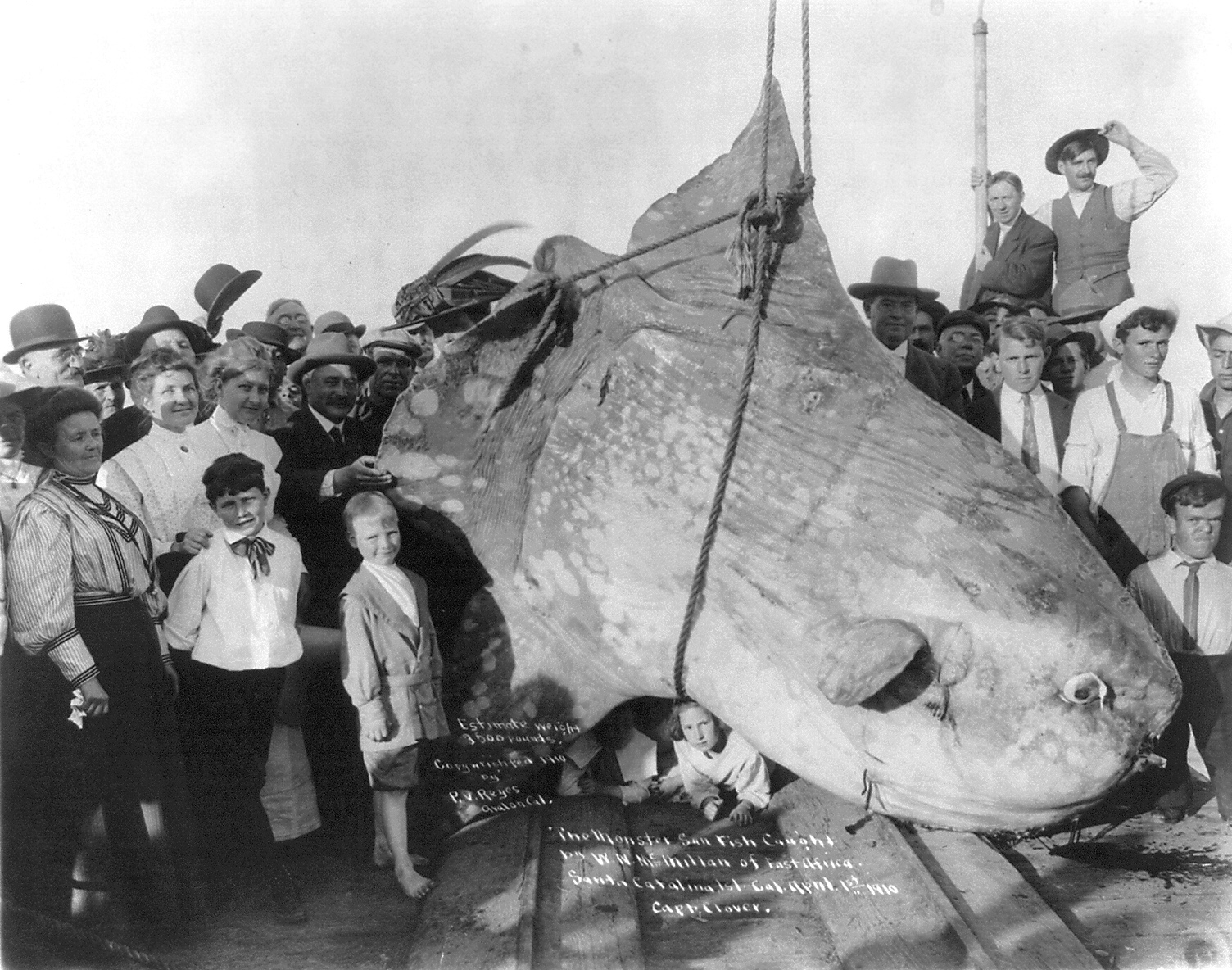
Ulovený měsíčník svítivý (Kalifornie, 1910). Jeho hmotnost byla odhadnuta na 1600 kg.

Mezinárodní svaz ochrany přírody (IUCN) hodnotí měsíčníka svítivého jako zranitelný druh, což je nejnižší stupeň ohrožení ze tří. Primárním důvodem je hlavně interakce měsíčníků svítivých s komerčními rybáři, kteří měsíčníka nechtěně chytají do svých sítí a na své háčky. V některých oblastech bylo dokonce zaznamenáno větší množství nechtěně ulovených měsíčníků svítivých než druhu, na který se rybáři zaměřovali. Např. u břehů jižní Kalifornie u rybářů lovících mečouny představují měsíčníci svítiví nejčastější vedlejší úlovek; tvoří 29 % ze všech nechtěných úlovků. Ve Středozemním moři v letech 1993 a 1994 tvořili měsíčníci svítiví 71–93 % vedlejších úlovků. I když je velikost celkové populace neznámá, v monitorovaných oblastech byly zaznamenány úbytky měsíčníků následkem rybářských aktivit. Z některých oblastí již dokonce zcela vymizeli. Předpokládá se tedy, že v nemonitorovaných oblastech je situace stejná nebo podobná, takže podle IUCN je populace měsíčníků svítivých na ústupu. Při nejmenším v některých oblastech rybáři nevidí měsíčníky rádi, protože jim údajně požírají návnady, pročež rybáři měsíčníkům řežou jejich ploutve, což nezbytně vede ke smrti měsíčníků. Měsíčníci jsou též ohroženi volně plovoucím odpadem v oceánech jako jsou plastové tašky, do kterých se mohou zamotat a udusit se.
Měsíčník svítivý nepředstavuje pro člověka hrozbu. Najdou se však i výjimky jako událost z roku 2005, kdy v západní Walesu skočil do loďky rybářů 30kg jedinec, který zalehl 4letého chlapce. Je znám i případ z minulosti, kdy člověk v podobné situaci zemřel poté, co jej měsíčník zalehl svým masivním tělem. Ohrožení člověka může nastat hlavně v případě srážky s lodí, což může ohrozit jak člověka, tak měsíčníka.

### Kuchyně
Maso měsíčníků není příliš populární v Evropě ani v Severní Americe, zato v Asii se považuje za delikatesu. Ani tam se však nejedná o komerčně významnou rybu. K největším trhům s měsíčníkovým masem přitom patří Tchaj-wan a Japonsko, přičemž na Tchaj-wanu se spotřebovává kolem 20–50 tun masa měsíčníků ročně. V asijské kuchyni se využívají všechny části těla měsíčníka včetně kůže, masa z ploutví, varlat nebo střev. Pokrm z měsíčníkových střev je na Tchaj-wanu znám jako „dračí střeva“.

### Chov

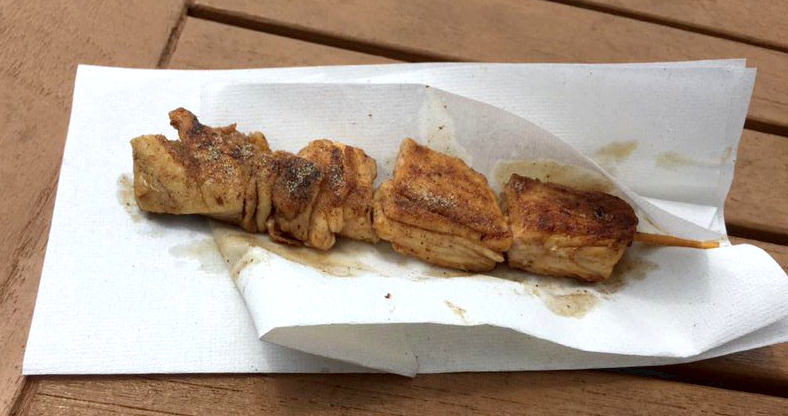
Grilovaný měsíčník svítivý (Japonsko)

Měsíčníci jsou zřídkakdy drženi v chovech zoologických akvárií vzhledem k náročnosti jejich chovu. Hlavním problémem je hlavně velikost akvária, kde musí být dostatečný prostor pro měsíčníky k manévrování. K vidění jsou v akváriích hlavně v Japonsku. Kaiyukan Aquarium v Osace má v držení měsíčníka svítivého, který je údajně stejně populární jako žralok obrovský. Z evropských akvárií chová měsíčníka svítivého Lisbon Oceanarium v portugalském Lisabonu, L'Oceanogràfic ve španělské Valencii nebo Nordsøen Oceanarium v dánském Hirtshalsu. Ve Spojených státech amerických je měsíčník svítivý k vidění v Monterey Bay Aquarium v Kalifornii.